# متحف سميثسونيان للفنون الأمريكية
متحف سميثسونيان للفنون الأمريكية (المعروف باسم المتحف الوطني للفن الأمريكي سابقًا) هو متحف في واشنطن العاصمة، وهو جزء من مؤسسة سميثسونيان. جنبًا إلى جنب مع متحف معرض رينويك. يمتلك متحف سميثسونيان للفنون الأمريكية واحدة من أكبر المجموعات الفنية وأكثرها شمولاً في العالم، من الفترة الاستعمارية حتى الوقت الحاضر، المصنوعة في الولايات المتحدة. يضم المتحف أعمال أكثر من 7000 فنان ممثلين في المجموعة. تقام معظم المعارض في المبنى الرئيسي للمتحف، مبنى باتينت أوفيس القديم (مشترك مع ناشيونال بورتريه جاليري)، بينما يتم عرض المعارض التي تركز على الحرف في معرض رينويك.
يوفر المتحف موارد إلكترونية للمدارس والجمهور من خلال برنامجه التعليمي الوطني. تحتفظ بسبع قواعد بيانات بحثية عبر الإنترنت تحتوي على أكثر من 500000 سجل، بما في ذلك قوائم الجرد للرسم والنحت الأمريكي التي توثق أكثر من 400000 عمل فني في مجموعات عامة وخاصة في جميع أنحاء العالم. منذ عام 1951، يحتفظ المتحف ببرنامج معرض متنقل؛ اعتبارًا من 2013، أكثر من 2.5 مليون زائر شاهدوا المعارض.

## التاريخ
يمكن إرجاع تاريخ المتحف إلى إنشاء مؤسسة سميثسونيان في عام 1846. دعا قانون الكونجرس الذي أنشأ مؤسسة سميثسونيان إلى تضمينها «معرضًا للفنون». ومع ذلك، في سنواتها الأولى، لم يُبذل سوى القليل من الجهد لتطوير المجموعة الفنية، حيث فضل سكرتير سميثسونيان جوزيف هنري التركيز على البحث العلمي. عُرضت المجموعة لأول مرة في مبنى سميثسونيان الأصلي (المعروف الآن باسم القلعة). في عام 1865، دمر حريق الكثير من المجموعة. تم إقراض تلك المقتنيات الفنية التي نجت إلى مكتبة الكونغرس ومعرض كوركوران للفنون في العقود التالية. في عام 1896، أعيدت الأعمال الفنية إلى سميثسونيان، بعد أن خصص الكونجرس المال لبناء غرفة مقاومة للحريق لها.
بدأت سميثسونيان في الإشارة إلى مجموعتها الفنية على أنها المعرض الوطني للفنون في عام 1906، فيما يتعلق بالجهود المبذولة لتلقي مجموعة هارييت لين جونستون الفنية، والتي تركتها «معرض الفن الوطني». نمت المجموعة مع نمو مباني سميثسونيان، وتم وضع المجموعة في واحد أو أكثر من مباني سميثسونيان في ناشونال مول.
tفي عام 1920، تم فصل المعرض الوطني للفنون عن المتحف الوطني، وأصبح فرعًا خاصًا به من متحف سميثسونيان، وكان ويليام هنري هولمز أول مدير له. بحلول هذا الوقت، أصبح الفضاء أمرًا بالغ الأهمية: «يتم تخزين مجموعات بقيمة عدة ملايين من الدولارات أو مؤقتًا في المعرض وتزاحم المعروضات المهمة وتنتج حالة مزدحمة في التاريخ الطبيعي والفنون الصناعية ومباني سميثسونيان». في عام 1924، وضع المهندس المعماري تشارلز أ.بلات خططًا أولية للمعرض الوطني للفنون الذي سيتم بناؤه في الكتلة المجاورة لمتحف التاريخ الطبيعي. ومع ذلك، لم يتم بناء هذا المبنى.
في عام 1937، أصبح المعرض الوطني للفنون المجموعة الوطنية للفنون الجميلة (NCFA)، لأن أندرو ميلون أصر على منح اللقب السابق لمؤسسة جديدة تشكلت من خلال تبرعه بمجموعة فنية كبيرة.
بحلول الخمسينيات من القرن الماضي، كان المجلس الوطني لشؤون الأسرة لا يزال يشغل مساحة صغيرة في مبنى التاريخ الطبيعي. في عام 1958، منح الكونغرس أخيرًا المجموعة الوطنية للفنون الجميلة منزلًا، مبنى مكتب براءات الاختراع القديم، الذي كان على وشك إخلاءه من قبل لجنة الخدمة المدنية الأمريكية. سيتم مشاركة المبنى مع معرض الصور الوطني المخطط له، مع احتلال المجموعة الوطنية للفنون الجميلة النصف الشمالي من المبنى. بدأت أعمال تجديد المبنى في عام 1964. افتتح المجلس الوطني لشؤون الأسرة في منزله الجديد في 6 مايو 1968.
جاء نقل المتحف في وقت مؤسف، حيث تعرض الحي للدمار قبل شهر من أعمال الشغب التي قامت بها أعمال شغب اغتيال مارتن لوثر كينغ. كافح المجلس الوطني لشؤون الأسرة لجذب الزوار على مدى العقود التالية، حيث ظلت الشوارع المحيطة به قاتمة وحيدة. سيظل هذا عاملاً حتى أواخر التسعينيات، عندما أدى عمل شركة بنسلفانيا أفونيو ديفلومبنت كوروبوريشن وافتتاح مركز MCI (الآن كابيتال وان أرينا) عبر الشارع من المتحف إلى تنشيط الحي.
اكتسبت المجموعة الوطنية للفنون الجميلة فرعًا جديدًا في عام 1972، وافتتح معرض رينويك المخصص للتصميم والحرف اليدوية، في مبنى تاريخي بالقرب من البيت الأبيض.
في عام 1980، تم تغيير الاسم إلى المتحف الوطني للفن الأمريكي، لتمييزه بشكل أفضل عن متاحف الفن الفيدرالية الأخرى وللتأكيد على تركيزه على الفنانين الأمريكيين.
في يناير 2000، أغلق المتحف لبدء تجديد مخطط لمدة ثلاث سنوات بقيمة 60 مليون دولار لمبنى مكتب براءات الاختراع. للحفاظ على مجموعة المتحف في متناول الجمهور أثناء الإغلاق، تم إرسال العديد من الأعمال الفنية في سلسلة «كنوز للذهاب» من المعارض المتنقلة، والتي وصفت بأنها «أكبر جولة متحف في التاريخ». تم تغيير اسم المتحف إلى متحف سميثسونيان للفنون الأمريكية في أكتوبر 2000 بحيث يمكن للمتحف ومعارضه المتنقلة الاستفادة من الاعتراف بعلامة سميثسونيان التجارية.
بعد إجراء التجديدات، تم توسيع الخطط في محاولة لاستعادة الكثير من الأناقة الأصلية للمبنى. تمت استعادة العديد من الميزات المعمارية الاستثنائية للمبنى: أروقة على غرار البارثينون في أثينا، وسلم مزدوج منحني، وأعمدة، وصالات عرض مقببة، ونوافذ كبيرة، ومناور طالما أنها كتلة مدينة. تضمنت الميزات الجديدة التي تمت إضافتها إلى المبنى مركز لوندر كونسيرفيشن ومركز لوسي للفن الأمريكي وقاعة نان تاكر ماكفوي وروبرت and أرلين كوجود كورتيارد. وفي الوقت نفسه، تم نقل مكاتب المتحف والمكتبة والتخزين إلى مبنى فيكتور المجاور، مما أدى إلى توفير مساحة ثمينة والسماح للمتحف بعرض أربعة أضعاف عدد الأعمال الفنية كما كان من قبل. استغرق التجديد في النهاية ست سنوات و283 مليون دولار. أعاد المتحف والمعرض الوطني للصور فتح المبنى المشترك، الذي أعيد تسميته بمركز دونالد دبليو رينولدز للفن الأمريكي والبورتريه، في 1 يوليو 2006.

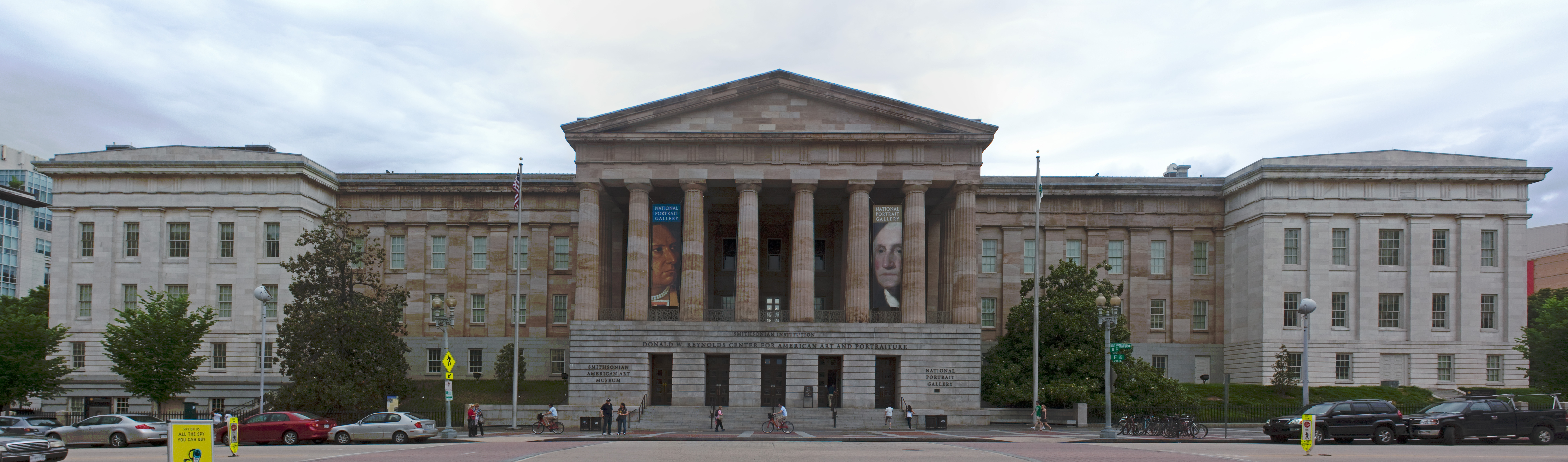
تتم مشاركة المبنى الرئيسي لمتحف سميثسونيان للفنون الأمريكية مع ناشيونال بورتريه جاليري، كما رأينا من جي ستريت في عام 2011

## المتاحف التابعة

### معرض الصور الوطني
يشارك متحف سميثسونيان للفنون الأمريكية مبنى مكتب براءات الاختراع القديم التاريخي مع معرض الصور الوطني (بالإنجليزية: National Portrait Gallery)‏، وهو متحف آخر تابع لسميثسونيان. على الرغم من أن اسمي المتحفين لم يتغيروا، إلا أنهما يُعرفان معًا باسم مركز دونالد دبليو رينولدز للفن والبورتريه الأمريكي.

### معرض رينويك

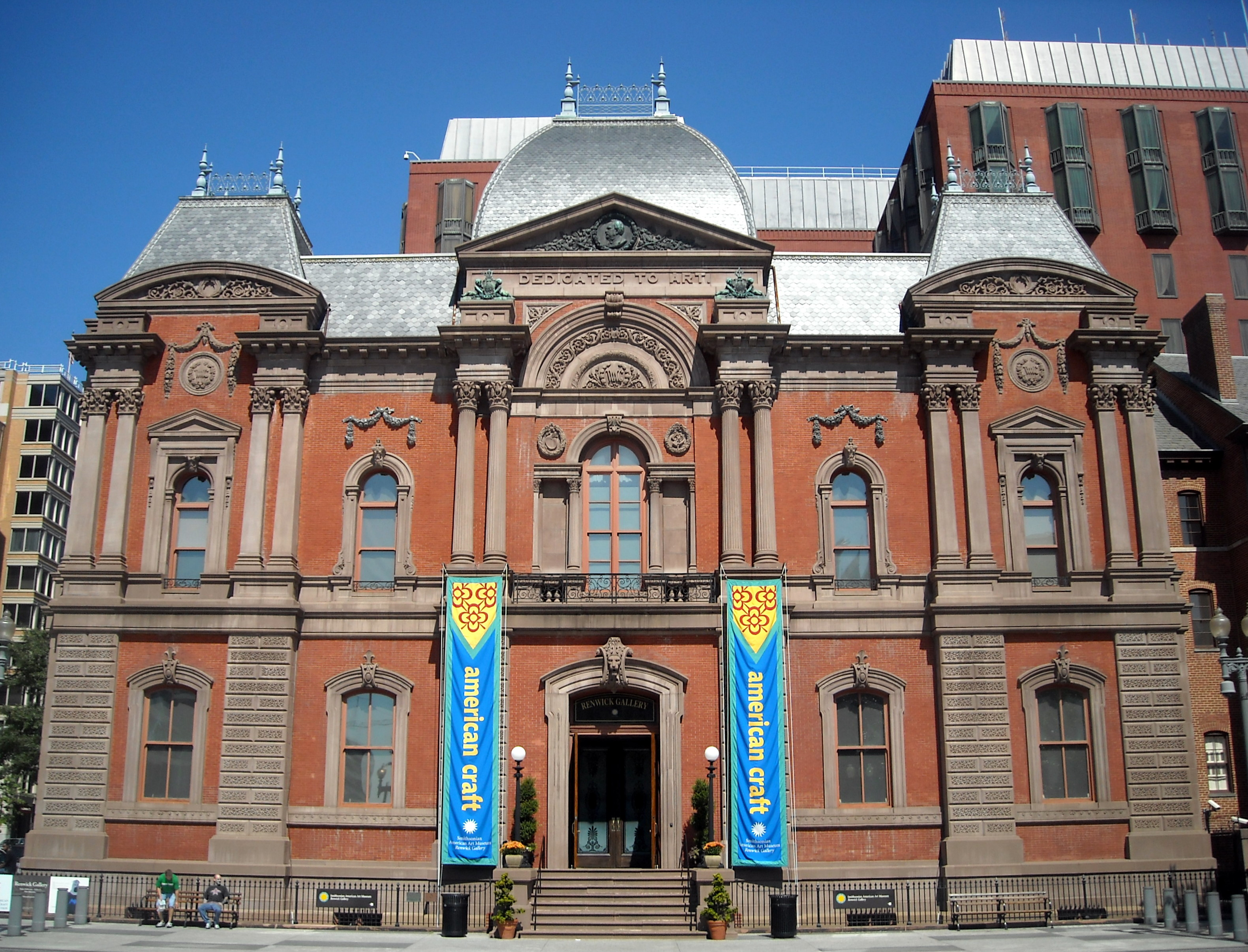
يقع معرض رينويك في شارع بنسلفانيا.

يقع معرض رينويك أيضًا تحت رعاية متحف سميثسونيان للفنون الأمريكية، وهو مبنى تاريخي أصغر يقع في شارع بنسلفانيا عبر الشارع من البيت الأبيض. يضم المبنى في الأصل مجموعة معرض كوركوران للفنون. بالإضافة إلى عرض مجموعة كبيرة من الحرف اليدوية الأمريكية المعاصرة، — أسلوب الصالون المعلق: واحدة فوق الأخرى وجنباً إلى جنب — في تركيبات خاصة في جراند سالون.

## الميزات والبرامج

### المجموعات
يعد المتحف جزءًا من مؤسسة سميثسونيان، ويضم مجموعة متنوعة من الفن الأمريكي، حيث يمثل أكثر من 7000 فنان، ويغطي جميع المناطق والحركات الفنية الموجودة في الولايات المتحدة. يحتوي متحف سميثسونيان للفنون الأمريكية على أكبر مجموعة في العالم من فنون الصفقة الجديدة وهي مجموعة من الحرف المعاصرة، واللوحات الانطباعية الأمريكية، وروائع من العصر المذهب. التصوير الفوتوغرافي والفن الشعبي الحديث وأعمال الفنانين الأمريكيين من أصل أفريقي واللاتينيين وصور التوسع الغربي والفن الواقعي من النصف الأول من القرن العشرين. من بين الفنانين البارزين الممثلين في مجموعتها، نام جون بايك، وجيني هولزر، وديفيد هوكني، وجورجيا أوكيف، وجون سينجر سارجنت، وألبرت بينكهام رايدر، وألبرت بيرشتات، وفرانسيس فاراند دودج، وإدمونيا لويس، وتوماس موران، وجيمس جيل، وإدوارد هوبر وجون ويليام «العم جاك» داي وكارين لامونتي، ووينسلو هومر.
يصف متحف سميثسونيان للفنون الأمريكية نفسه بأنه «مكرس لجمع وفهم والاستمتاع بالفن الأمريكي. يحتفي المتحف بالإبداع الاستثنائي للفنانين الذين تعكس أعمالهم التجربة الأمريكية والصلات العالمية».

### صالات العرض والأماكن العامة
يحتوي المبنى الرئيسي للفن الأمريكي على صالات عرض مجموعة دائمة موسعة ومساحات عامة. يحتوي المتحف على اثنين من المساحات العامة المبتكرة. مركز لوسي للفن الأمريكي هو مركز تخزين ودراسة فني مرئي، والذي يسمح للزوار بتصفح أكثر من 3300 عمل من المجموعة. مركز لوندر هو «أول منشأة لحفظ الفن تسمح للجمهور بإطلالات دائمة من وراء الكواليس على أعمال الحفظ في المتاحف».

#### مركز مؤسسة لوس للفن الأمريكي

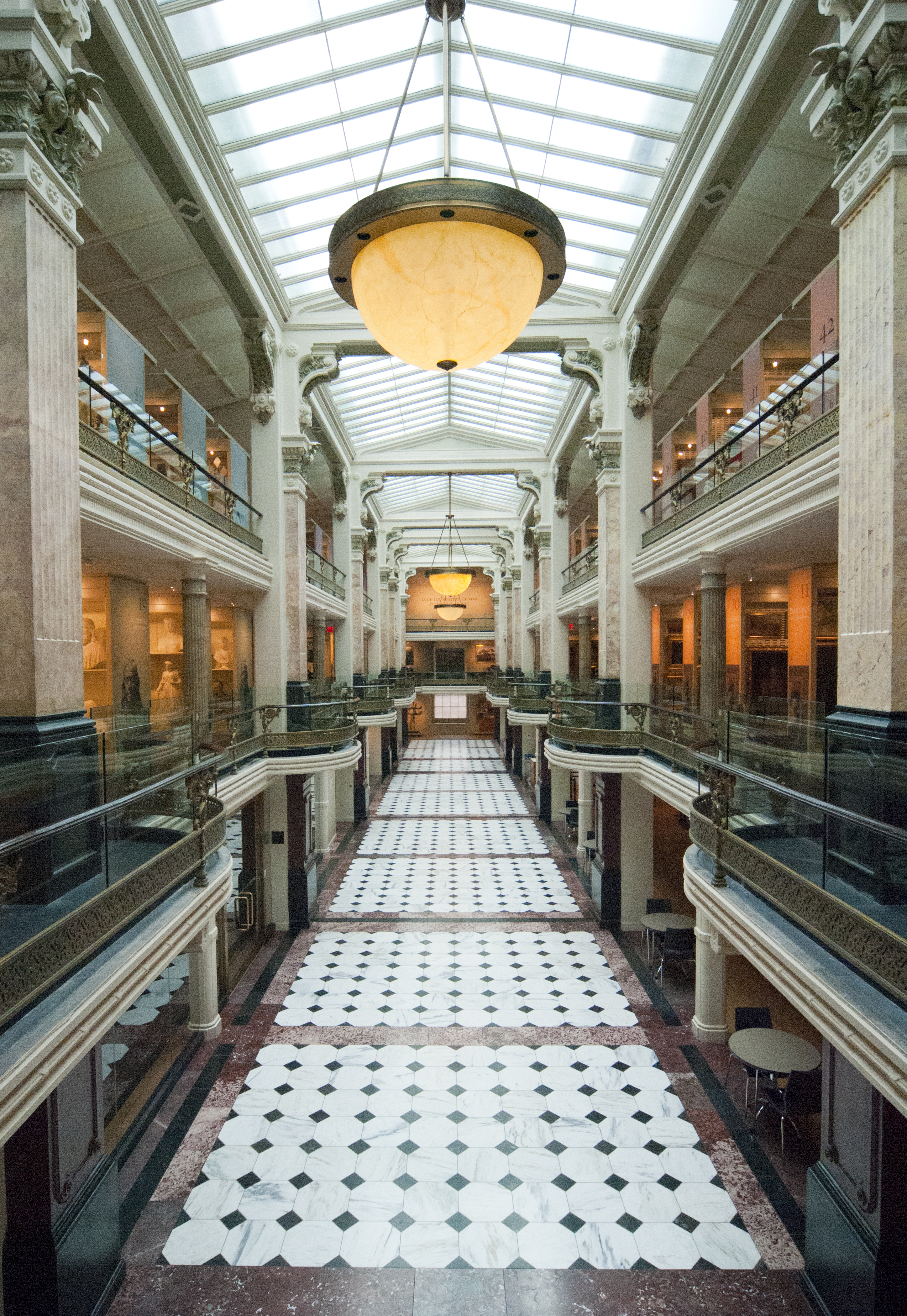
مركز مؤسسة لوسي للفن الأمريكي في الطابق الثالث من متحف سميثسونيان للفنون الأمريكية.

مركز لوسي، الذي افتتح في يوليو 2000، هو أول مركز للدراسة والتخزين الفني المرئي في واشنطن العاصمة، والمركز الرابع الذي يحمل اسم عائلة لوسي. تبلغ مساحتها 20400 قدم مربع في الطابقين الثالث والرابع من متحف الفن الأمريكي.
يعرض أكثر من 3300 قطعة في 64 صندوق زجاجي آمن، مما يضاعف أربع مرات عدد الأعمال الفنية من المجموعة الدائمة للعرض العام. الغرض من التخزين المفتوح هو السماح للمستفيدين بمشاهدة الفنون المتخصصة المتنوعة التي لا تكون عادةً جزءًا من معرض رئيسي أو حفل خاص. يعرض مركز لوسي لوحات معلقة بكثافة على الشاشات؛ التماثيل. مصنوعات يدوية وأشياء لفنانين شعبيين وعلماء ذاتيًا مرتبة على الرفوف. تم تركيب تماثيل كبيرة الحجم في الطابق الأول. يحتوي المركز على مجموعة جون جيلاتلي الأوروبية للفنون الزخرفية.

#### مركز حفظ لوندر

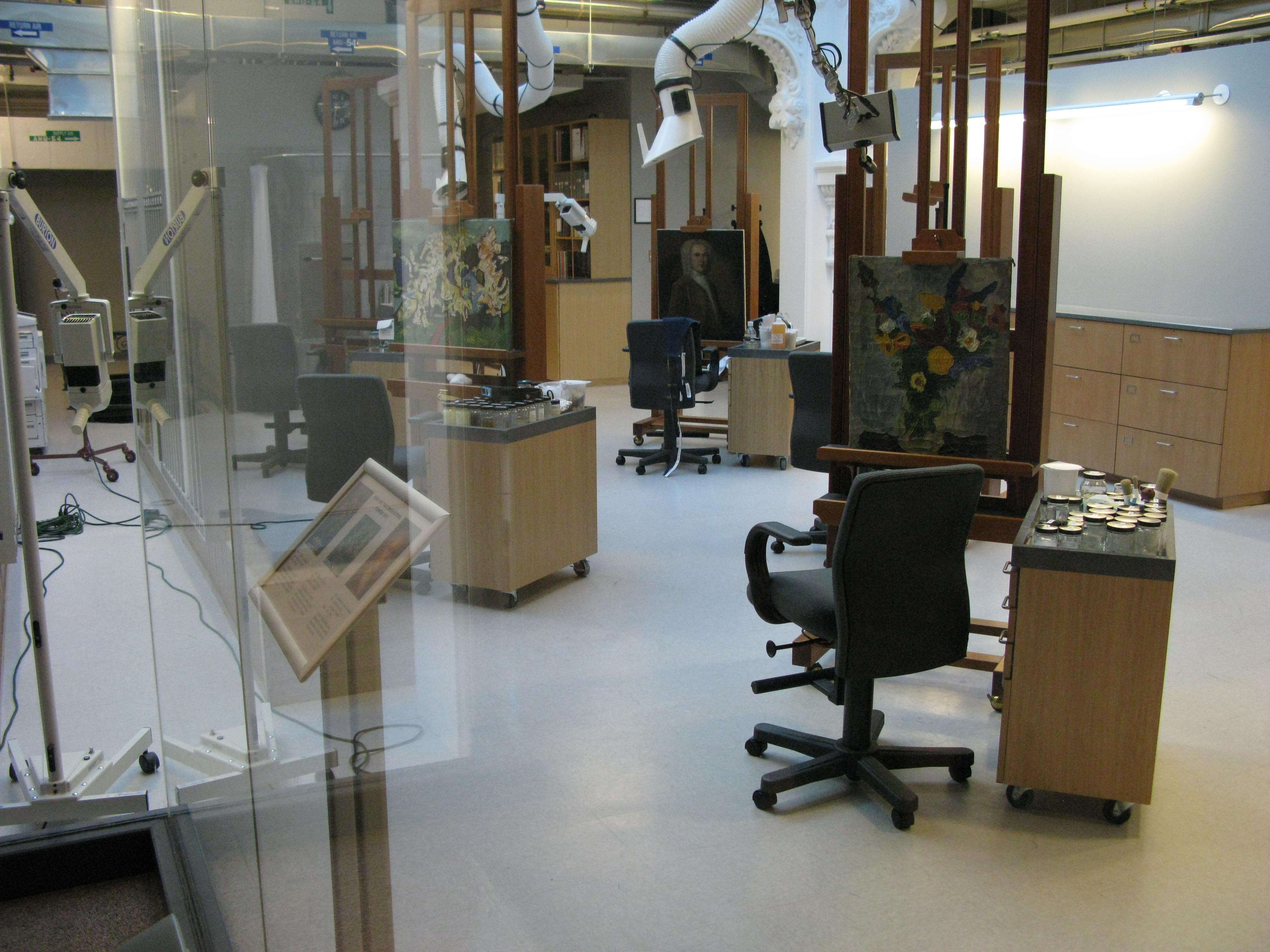
مختبر لوندر سنتر حيث يتم عرض الجمهور من وراء الكواليس لأعمال الحفاظ على الفن الأساسية.

يعد مركز لوندر سنتر، الذي تم افتتاحه في يوليو 2000، أول منشأة لحفظ الفن تسمح للجمهور بإطلالات دائمة من وراء الكواليس على أعمال الحفظ. يمكن رؤية موظفي الحفظ للجمهور من خلال الجدران الزجاجية الممتدة من الأرض إلى السقف والتي تسمح للزوار برؤية جميع التقنيات التي يستخدمها القائمون على الترميم لفحص الأعمال الفنية ومعالجتها والحفاظ عليها. يحتوي مركز لوندر على خمسة مختبرات واستوديوهات للحفظ مجهزة لمعالجة اللوحات والمطبوعات والرسومات والصور الفوتوغرافية والمنحوتات والأشياء الفنية الشعبية والحرف المعاصرة والفنون الزخرفية والإطارات. يستخدم المركز العديد من الأدوات المتخصصة والباطنية، مثل أجهزة قياس الرطوبة، للحفاظ على درجة الحرارة والرطوبة المثلى للحفاظ على الأعمال الفنية. يعمل طاقم من متحف سميثسونيان للفنون الأمريكية ومعرض الصور الوطني في مركز لوندر.

### معارض مختارة
أقام المتحف مئات المعارض منذ تأسيسه. العديد من المعارض رائدة وتروج لمنح دراسية جديدة في مجال الفن الأمريكي.
فيما يلي قائمة مختصرة بأمثلة مختارة، وأحدثها:،
- جيني روفنر: إعادة تشجير الخيال (2019-2020)
- معرض مايكل شيريل بأثر رجعي (2019-2020)
- الأسطورة والذاكرة الأمريكية: صور ديفيد ليفينثال (2019-2019)
- رد الفنانين: الفن الأمريكي وحرب فيتنام، 1965-1975 (2019-2019)
- تعطيل الحرف: دعوة رينويك 2018 (2018-2019)
- بين العوالم: فن بيل ترايلور (2018-2019)
- تريفور باجلين: مواقع غير مرئية،[63] (2018-2019)
- ديان أربوس: علبة من عشر صور،[64] (2018-2019)
- لا متفرجين: فن حرق الرجل،[65] (2018-2019)
- دو هو ساه: ألموست هوم،[66] (2018)
- تامايو: سنوات نيويورك،[67] (2017-2018)
- القتل هو هوايتها: فرانسيس جليسنر لي والدراسات المختصرة للموت غير المبرر،[68] (2017-2018)
- كارا ووكر: تاريخ هاربر المصور للحرب الأهلية (مشروح)،[69] (2017-2018)
- أسفل هذه الشوارع المتوسطة: المجتمع والمكان في التصوير الحضري،[70] (2017)
- جون شوارتز: الاختراع والتنوع،[71] (2017)
- جين ديفيس: فوز ساخن،[72] (2016-2017)
- إيسامو نوغوتشي، قديم / حديث،[73] (2016-2017)
- أبطال هارلم: صور كارل فان فيشتن،[74] (2016-2017)
- رؤى ومراجعات: رينويك دعوة 2016،[75] (2016)
- أعمال فنية لأميركيين من أصل أفريقي من المجموعة،[76] (2016)
- فن رومين بروكس،[77] (2016)
- رالف فاسانيلا: لئلا ننسى (2014)
- الواقعية الأمريكية الحديثة: مجموعة مؤسسة سارة روبي (2014)
- مطبوعات فن البوب (2014)
- أمريكا: الوجود اللاتيني في الفن الأمريكي (2013)
- المناظر الطبيعية في المرور: صور ستيف فيتش، روببرت فليك، وإلين مايز (2013)
- ديمقراطية الصور: صور من متحف سميثسونيان للفنون الأمريكية (2013)
- نام جون بايك: جلوبال فيزيونيري (2012)
- الحرب الأهلية والفن الأمريكي (2012)
- 40 تحت 40: العقود الآجلة الحرفية (2012)
- الفن الأمريكي الأفريقي: نهضة هارلم وعصر الحقوق المدنية وما بعده (2012)
- فن ألعاب الفيديو (2012)
- آني ليبوفيتز: الحج (2011)
- تعدد (2011)
- قاعة العجائب الأمريكية الكبرى (2011)
- شيء من الروعة: الفنون الزخرفية من البيت الأبيض (2011)
- الكسيس روكمان -،<i id="mwAao">حكاية من أجل الغد</i> (2010)
- الغرب كأمريكا (1991)
- ساندرا سي فرنانديز: صعود وتأثير شيكانو جرافيكس

### التواصل
يحتفظ المتحف ببرنامج معرض متنقل منذ عام 1951. خلال تجديد العقد الأول من القرن الحادي والعشرين، سافر "سلسلة من المعارض التي تضم أكثر من 1000 عمل فني رئيسي من مجموعة الفنّ الأمريكي (بالإنجليزية: American Art)‏ الدائمة إلى 105 أماكن في جميع أنحاء الولايات المتحدة"، والتي «شاهدها أكثر من 2.5 مليون زائر». منذ عام 2006، قام ثلاثة عشر معرضًا بجولات في أكثر من 30 مدينة.
توفر متحف سميثسونيان للفنون الأمريكية موارد إلكترونية للمدارس والعامة كجزء من برامج التعليم. مثال على ذلك هو أرتفول كونيكشن، الذي يقدم جولات مؤتمرات الفيديو في الوقت الفعلي للفن الأمريكي. بالإضافة إلى ذلك، يقدم المتحف «المعاهد الصيفية: تدريس العلوم الإنسانية من خلال الفن»، وورش عمل للتطوير المهني لمدة أسبوع لتعريف المعلمين بأساليب دمج الفن والتكنولوجيا الأمريكية في مناهج العلوم الإنسانية الخاصة بهم.
لدى مؤسسة الفن الأمريكي سبع قواعد بيانات بحثية على الإنترنت، والتي لديها أكثر من 500000 سجل للأعمال الفنية في مجموعات عامة وخاصة في جميع أنحاء العالم، بما في ذلك قوائم الجرد للرسم والنحت الأمريكي. يستخدم العديد من الباحثين والملايين من الزوار الافتراضيين قواعد البيانات هذه سنويًا. أيضًا، تعمل أمريكان أرت أند هيرتياج بريزيرفيشن معًا في مشروع مشترك، سايف أوتدور سكيلبتير، «مخصص لتوثيق المنحوتات الخارجية والحفاظ عليها». ينتج المتحف دورية مراجعة الأقران، الفنّ الأمريكي (بدأت عام 1987)، لمنحة دراسية جديدة. منذ عام 1993، كان للفن الأمريكي وجود على الإنترنت. لديها واحد من أقدم مواقع المتاحف عندما أطلقت موقعها الخاص في عام 1995. بدأت مدونة EyeLevel، وهي أول مدونة في معهد سميثسونيان، في عام 2005، واعتبارًا من عام 2013، أصبحت المدونة «تضم ما يقرب من 12000 قارئ كل شهر».

## في الثقافة الشعبية
في عام 2006، صمم مصمم الأزياء إسحاق مزراحي مآزر عمل الدنيم.
jفي عام 2008، استضاف متحف الفن الأمريكي لعبة واقع بديلة، تسمى جوستس أوف أ شانس (بالإنجليزية: Ghosts of a Chance)‏، والتي تم إنشاؤها بواسطة سيتي ميستري (بالإنجليزية: City Mystery)‏. سمحت اللعبة للمستفيدين «بطريقة جديدة للتعامل مع المجموعة» في مركز مؤسسة لوس. استمرت اللعبة ستة أسابيع وجذبت أكثر من 6000 مشارك.

## روابط خارجية
- الموقع الرسمي
- مركز مؤسسة لوس في متحف سميثسونيان للفنون الأمريكية
- مركز Lunder Conservation في متحف سميثسونيان للفنون الأمريكية
- Rosenbaum، Lee (29 أغسطس 2006). "Smithsonian American Art Museum". Wall Street Journal. مؤرشف من الأصل في 2023-03-05.